# Santa Maria a Palo
Santa Maria a Palo o a Pago (in dialetto locale Santa Maria o' Pago, anticamente Santa Maria a lu Pau) è una località rurale di Nocera Inferiore. È parte del quartiere Cicalesi - Merichi.

## Geografia
Area rurale a nord di Nocera, si sviluppa da una propaggine della località di San Mauro, seguendo il corso dell'Alveo Comune Nocerino, al confine con Pagani.

### Assetto idrogeologico
Come per tutta la città, l'assetto idrogeologico dell'area è fortemente instabile. Numerosi sono stai infatti gli allagamenti che hanno arrecato danni all'area, la quale si trova a ridosso di un corso d'acqua.

## Storia
L'area rurale era praticata già in epoca romana, ciò è testimoniato da alcuni ritrovamenti tombali in zona (come ad esempio l'iscrizione funeraria di Novellio F. Rufo).
Le prime attestazioni sulla zona si hanno tra la fine del X secolo e l'inizio dell'XI secolo: il locus medievale di Pau, è ricordato nel Codex Diplomaticus Cavensis, nel territorio della contea longobarda di Nuceria.
Successivamente, tra il 1308 ed il 1310, nei Rationes Decimarum Campaniae è menzionata una chiesa, anticamente chiamata Sancta Maria de Pau.
Successivamente, le menzioni riportando gli appellativi di de Pagus, de Paganis e  Sancta Maria de Lipagani.
È possibile che il cognome "Pagano", appartenente ad una famiglia divenuta nobile in età normanna o ritenuta di origine normanna, abbia mutuato, per qualche ragione a noi non nota (patronato sulla chiesa, possesso di beni in quell'area), il proprio nome dal toponimo Pau, volgarizzato in "Palo" (S. Maria a/de Palo), riscontrabile nella documentazione medievale come attributo pauanus, paduanus o paganus, da cui i cognomi  Palo, Padovano e Pagano diffusi nel territorio. Scomparso il casale di Pau, in età normanna, rimase, però, la famiglia Pagano, da cui provenne Nocera dei Pagani, etimo nato per indicare la parte più occidentale dell'ager nucerinus.
Scomparsa anche l'antica chiesa, su di essa, ne fu costruita una intorno al XVI/XVII secolo. La struttura ancora oggi è esistente. 
Divisa tra le Universitas di Sperandei e Barbazzano, dal 1851 rientra interamente nel comune di Nocera Inferiore. 
Negli anni '50 la località ha visto la nascita di diverse attività industriali ed agrarie.

## Chiesetta di Santa Maria a Palo

Cappella di Santa Maria a Palo

La piccola chiesetta, databile intorno al XVI/XVII secolo, sorge su di una struttura che, probabilmente, risalente all'alto medioevo. Più volte ristrutturata, rappresenta il centro per la comunità omonima. La località, legata anche al culto di san Giovanni Battista della vicina Cicalesi, è particolarmente frequentata durante il mese di maggio, tradizionalmente dedicato alla Vergine.